# Morro Grande
Pour les articles homonymes, voir Morro.
Morro Grande est une ville brésilienne du sud de l'État de Santa Catarina.

## Géographie
Morro Grande se situe par une latitude de 28° 48′ 02″ sud et par une longitude de 49° 43′ 15″ ouest, à une altitude de 90 mètres.
Sa population était de 2 890 habitants au recensement de 2010. La municipalité s'étend sur 256 km2.
Elle fait partie de la microrégion d'Araranguá, dans la mésorégion Sud de Santa Catarina.

## Villes voisines
Morro Grande est voisine des municipalités (municípios) suivantes :
- Nova Veneza
- Meleiro
- Turvo
- Timbé do Sul
- São José dos Ausentes dans l'État du Rio Grande do Sul